# Resimli Ay
Die osmanisch-türkische Zeitschrift Resimli Ay (osmanisch رسملى آى; İA: Resimlī Ay; deutsch: „Illustrierter Mond“ oder „Illustrierter Monat“) wurde von 1924 bis 1938 in Istanbul herausgegeben. Es erschienen insgesamt sieben Jahrgänge mit 72 Ausgaben. Gründer der Zeitschrift waren das Journalistenehepaar Zekeriya und Sabiha Sertel, die geprägt durch ihren Studienaufenthalt in den USA zur Verbesserung der politischen und wirtschaftlichen Lebensbedingungen – insbesondere der türkischen Frau – sowie zur intellektuellen Bildung der türkischen Bevölkerung beitragen wollten. Die Zeitschrift stellte somit ein Publikationsorgan für die sozialistischen und avantgardistischen Bedürfnisse der 1920er Jahre dar.
Neben Sabiha und Zekeriya Sertel, letzterer Generaldirektor für Pressewesen der neuen Republik und Mitbegründer der Istanbuler Tageszeitung Cumhuriyet, zählten auch einflussreiche Intellektuelle, wie Sabahattin Ali und Suat Derviş, sowie der marxistisch geprägte Dichter Nazim Hikmet zu den Artikelschreibern. Die kritische Haltung Zekeriya Sertels gegenüber dem türkischen Staat im Rahmen der republikanischen Bewegung führte zu dessen Verhaftung im Mai 1925, sodass in der Folge seine Frau Sabiha Sertel die finanzielle, redaktionelle und produktionsbezogene Leitung übernahm. Im Jahr 1926 musste die Zeitschrift aufgrund staatlicher Zensur eingestellt werden und erschien die folgenden zwei Jahre unter dem Titel Sevimli Ay. Zwischen 1928 und 1938 wurde die Herausgabe der Zeitschrift unter ihrem ursprünglichen Namen Resimli Ay – ab Oktober 1928 auch im neuen türkischen Lateinalphabet – mit einigen Unterbrechungen fortgesetzt.
Die anfangs monatlich publizierte Zeitschrift enthielt je Ausgabe um die vierzig großformatige Seiten und kostete 25 Kuruş; somit war sie fünf Mal so teuer wie eine durchschnittliche Tageszeitung. Trotz ihres hohen Preises avancierte Resimli Ay zu einer beliebten Publikation innerhalb der türkischen Bevölkerung und behandelte die gesellschaftsbezogenen Themen in Form von Leitartikeln, Meinungsumfragen, Leserbriefen, Kurzgeschichten und Gedichten sowie Selbsthilfe-Artikeln. Neben der Beschäftigung mit konträren Aspekten wie Kinderarmut und Fabrikarbeit gegenüber Nachtclubs und Tanztrends nahm vor allem die Rolle der modernen türkischen Frau einen großen Raum ein. Glamouröse Illustrationen im Stil der Vanity Fair oder Vogue sollten ein weltoffenes Bild der Frau in der Öffentlichkeit zeichnen und spiegelten die urbane Elite von Istanbul wider. So stand auch die erste Ausgabe unter dem Titel „Bügünkü Türk Kadınlar“ („Türkische Frauen heute“) im Zeichen der kosmopolitischen Frau der Nachkriegszeit in Istanbul.